# Черноспинный саки
Черноспинный саки (лат. Chiropotes satanas) — вид приматов из парвотряда широконосые обезьяны. Этот редкий вид является эндемиком восточной Амазонии в Бразилии. Ареал его очень небольшой, ограничен реками Токантинс и Гражау в Мараньяне. Ранее в состав вида включались в качестве подвидов Chiropotes chiropotes, Chiropotes israelita и Chiropotes utahickae, однако после проведённых молекулярных исследований эти подвиды были подняты до ранга вида.

## Описание
Отличается от других видов саки чёрной мордой и спиной, хотя некоторые самки и молодняк могут иметь более светлую, коричневатую шерсть на спине.

## Образ жизни
Встречается в дождевых лесах восточной Амазонии, также наблюдался в мангровых зарослях. Образует группы численностью от 4 до 39 животных. В рационе преимущественно фрукты и семена, иногда поедает также молодые листья и побеги, цветы и мелких беспозвоночных, таких как гусеницы, термиты, муравьи и пауки.

## Статус популяции
Редкий вид с весьма фрагментированным ареалом. Международный союз охраны природы присвоил ему охранный статус «В критической опасности» (англ. Critically Endangered), так как к началу XXI века популяция вида сократилась на 80 % за 30 лет (3 поколения). Главная угроза для популяции — разрушение среды обитания, особенно остро эта проблема стоит к востоку от реки Токантинс ввиду интенсивной вырубки леса под сельхозугодья.